# La verità in cimento
La verità in cimento es una ópera en tres actos con música del compositor Antonio Vivaldi y libreto en italiano de Giovanni Palazzi. La ópera, que es la decimotercera de Vivaldi, se estrenó durante la estación del carnaval en el Teatro Sant'Angelo en Venecia el 26 de octubre de 1720. La obra está incluida con el número RV 739 en el catálogo de Vivaldi.

## Personajes
| Personaje    | Tesitura                       | Reparto del estrreno, 1720 (Director: - ) |
| ------------ | ------------------------------ | ----------------------------------------- |
| Rosane       | soprano                        | Anna Maria Strada                         |
| Rustena      | mezzosoprano                   | Chiara Orlandi                            |
| Melindo      | contralto (papel con calzones) | Antonia Laurenti, "La Coralli".           |
| Damira       | contralto                      | Antonia Merighi                           |
| Zelim        | soprano castrato               | Girolamo Albertini                        |
| Sultan Mamud | tenor                          | Antonio Barbieri                          |

## Argumento
Mamud tiene dos hijos, uno con su favorita Damira y otro de la Sultana Rustena. Hizo que se cambiaran al nacer, de manera que Melindo, que en realidad es el hijo de Damira, se cree que es el legítimo heredero, una posición que por derecho tiene Zelim. Cuando se propone el matrimonio de Melindo con Rosane, la heredera de otro Sultanato, (y de hecho amada por Zelim), Mamud decide revelar cómo están las cosas de verdad. Después de varios giros de la trama, Zelim heredera la parte más grande del imperio, mientras que Melindo se contenta con un reino secundario (el país de Rosane) y se le permite casarse con la princesa Rosane. Con ello todo el mundo queda satisfecho.

## Grabaciones
- Ensemble Matheus, dir. Jean-Christophe Spinosi (2002)